# Centre des études supérieures industrielles
Die Centre des études supérieures industrielles (CESI) ist eine französische Ingenieurhochschule, die 1958 gegründet wurde.
Die Hochschule bildet Ingenieure mit einem multidisziplinären Profil aus, die in allen Bereichen der Industrie und des Dienstleistungssektors arbeiten.
Die CESI ist in Nanterre. Die Schule ist Mitglied der Union des grandes écoles indépendantes (UGEI) und der Aérocentre.